# Ейская епархия
Е́йская епа́рхия — епархия Русской православной церкви, объединяющая приходы и монастыри в северо-западной части Краснодарского края (в границах Брюховецкого, Ейского, Калининского, Каневского, Кущёвского, Ленинградского, Приморско-Ахтарского, Староминского, Тимашёвского и Щербиновского районов). Входит в состав Кубанской митрополии.
Кафедральный собор — Николая Чудотворца в Ейске.

## История
25 декабря 1907 года указом Святейшего синода в Ставропольской епархии была открыта викарная Ейская кафедра с пребыванием епископа в городе Екатеринодаре и подчинением ему всех храмов и духовенства Кубанской области. С 1907 по 1916 годы Ейское викариатство было титулярным и фактически не соответствовало своему географическому наименованию.
В 1916 году епископу Ейскому были присвоены определённые права самостоятельности, а кафедра переименована в Кубанскую и Екатеринодарскую. Ейское викариатство в 1920 году восстановлено и позже действовало как викариатство Кубанской (1920—1925) и Ростовской-на-Дону (1925—1926) епархий.
Первым самостоятельным епископом Ейского викариатства в 1920 году стал Филипп (Гумилевский), назначенный патриархом Тихоном 13 ноября 1920 года. После внезапного ареста епископа Кубанского Сергия (Лаврова) епископ Филипп вступил во временное управление епархией. В декабре 1920 года арестован вместе с группой членов Кубанского епархиального совета, попечительства о бедных духовного звания, союза приходов и других епархиальных учреждений (более 20 человек).
В конце 1921 года епископом Ейским, викарием Кубано-Черноморской епархии, назначен Евсевий (Рождественский), прибывший на юг для «поправления здоровья» и лечения от туберкулёза.
В январе 1922 года епископ Евсевий прибыл из Краснодара в Ейск. Несмотря на позднее ночное время, долгожданного архиерея на вокзале торжественно встречало духовенство и многочисленные прихожане с крестами и хоругвями. О настроениях городских верующих этого времени участники тех событий вспоминали: «Его [архиерея] в Ейске ждали в продолжении 15 лет, хотелось особенно посмотреть, как ходит епископ по орлецам и как держит трикирии и дикирии».
Прибытие епископа Евсевия придало импульс развитию церковной жизни Ейска и викариатства. По инициативе архиерея произошли перемены в городском Михаило-Архангельском соборе: в алтаре перестроили горнее место, богослужения стали более торжественными, увеличен соборный хор.
21 июня 1922 года самочинное Высшее церковное управление закрыло Ейскую кафедру «по неимению средств на содержание» её, а епископу Евсевию приказало отправиться на покой в Макарьевскую пустынь Нижегородской губернии. Получив документ о закрытии Ейской кафедры, епископ Евсевий объявил, что в нём нарушаются церковные каноны, и отказался подчиниться. Члены приходских советов Ейска негативно оценили закрытие кафедры: «Народ ждал епископа долго, и его не спросили, может ли он его содержать».
Когда в конце мая 1922 года архиепископ Кубанский и Краснодарский Иоанн (Левицкий) и епархиальное собрание признали обновленческое Высшее церковное управление (ВЦУ) и его права на церковную власть, епископ Евсевий отказался подчиняться его решению и объявил о признании власти патриарха Тихона. Силой своего авторитета епископ Евсевий удерживал многие кубанские приходы от подчинения ВЦУ и поддержки раскола. Особым актом от 9 октября 1922 года епископ Евсевий объявил архиепископа Иоанна впавшим в раскол и прекратил поминать его имя за богослужением, приняв временное управление Кубано-Черноморской епархией. В документе сообщалось, что власть в Русской церкви на время пребывания в тюрьме патриарха Тихона перешла к митрополиту Агафангелу, а не к обновленцам. Документ был оглашен в ейском Михаило-Архангельском соборе на собрании городских приходских советов и получил широкое распространение среди приходов епархии.
Вскоре после открытого выступления епископа Евсевия обновленческие священники при содействии гражданской власти захватили Ейский кафедральный собор, вынудив архиерея совершать богослужения вначале в Покровском храме, а затем на дому.
Окончательно завершить противостояние Ейского епископа с обновленческим епархиальным управлением могло только насильственное смещение его с кафедры и выдворение за пределы Кубани, что вскоре и произошло. 4 января 1923 года епископ Евсевий вместе с некоторыми священниками и мирянами был арестован по обвинению «в противодействии изъятию церковных ценностей».
С 27 марта по 23 апреля 1923 года проходил открытый судебный процесс в городском театре Краснодара, в ходе которого епископа и подчинённых ему обвиняли «в противодействии изъятию церковных ценностей в Ейске и подчинению патриарху Тихону». 23 апреля по решению Кубано-Черноморского областного суда епископ Евсевий был приговорён к семи годам заключения со строгой изоляцией, священник Трофим Сосько — к пяти годам, миряне Александр Гангесов и Арсений Зайцев — к трём годам тюрьмы, а Пётр Валяницкий, Павел Назаренко и Сергей Лиманский — к одному году заключения. После вынесения приговора епископ Евсевий более двух месяцев находился в доме предварительного заключения ГПУ, где его часто посещали священники и верующие. Только в июне 1923 года его выслали в Иркутск.
В июле 1924 года территория Ейского, Староминского и Кущевского районов вошла в состав Донского округа Юго-Восточного края (с центром в Ростове-на-Дону), позже переименованного в Северо-Кавказский. Утратив административную связь с Краснодаром, территория Ейского викариатства вошла в состав Ростовской епархии с центром в Ростове-на-Дону.
«Тихоновцы», изгнанные обновленцами из храмов, сохраняли свои общины и посещали богослужения на дому. Верующие неоднократно обращались в органы власти с требованием равномерно распределить городские храмы между ними и обновленцами, причём приход Рождественской общины был самым большим в Ейске и насчитывал 3 тысячи человек. Настойчивость верующих-«тихоновцев» привела к тому, что в октябре 1925 года Рождественской общине был передан Вознесенский домовый храм что при городской богадельне. Не признавая обновленческих епископов Ростовской епархии, верующие подчинялись епископу Ставропольскому и Кавказскому Иннокентию (Летяеву).
Согласно некоторым сведениям, в 1925—1926 годах епископом Ейским был священномученик Кирилл (Соколов). Однако из анкет, хранящихся в материалах его уголовных дел, следует, что в этот период он был епископом Феодосийским, викарием Таврической епархии.
В октябре 1925 года вслед за Ростовским епархиальным съездом духовенства и мирян собрание духовенства и верующих городских храмов города Ейска отказалось от подчинения обновленческому Священному Синоду и признало законность церковной власти патриаршего местоблюстителя митрополита Петра (Полянского). В протоколе собрания отмечалось, что приход давно стремился выйти из подчинения раскольникам, но духовенство уклонялось от подобного решения. В связи с тем, что «Собор [Поместный] и Свящ. Синод стали на путь нарушения церковных канонов» духовенство собора во главе с настоятелем протоиереем В. Т. Ивановым вслед за епархиальным собранием объявило о присоединении к «тихоновскому течению».
24 декабря 2004 года викариатство было возрождено решением Священного синода Русской православной церкви как викарная кафедра Екатеринодарской епархии.
12 марта 2013 года на заседании Священного синода Русской православной церкви образована самостоятельная Ейская епархия с включением её в состав новообразованной Кубанской митрополии.

## Епископы
Ейское викариатство Ставропольской епархии
- Иоанн (Левицкий) (3 февраля 1908 — 13 сентября 1916)

Ейское викариатство Кубанской и Краснодарской епархии
- Филипп (Гумилевский) (13 ноября 1920 — 1921)
- Евсевий (Рождественский) (1922 — 4 января 1923)

Ейское викариатство Екатеринодарской епархии
- Тихон (Лобковский) (3 апреля 2005 — 27 мая 2009)
- Герман (Камалов) (1 мая 2011 — 12 марта 2013)

Ейская самостоятельная епархия
- Герман (Камалов) (12 марта 2013 — 28 декабря 2018)
- Павел (Григорьев) (28 декабря 2018 ― 24 октября 2024)
- Серафим (Лопухов) (с 8 декабря 2024)

## Благочиния
Епархия разделена на 10 церковных округов (по состоянию на октябрь 2022 года):
- Брюховецкое благочиние
- Ейское благочиние
- Калининское благочиние
- Каневское благочиние
- Кущевское благочиние
- Приморско-Ахтарское благочиние
- Староминское благочиние
- Тимашевское благочиние
- Уманское благочиние
- Щербиновское благочиние

## Монастыри
- Свято-Духов монастырь в Тимашевске (мужской)
- Монастырь Святой мироносицы равноапостольной Марии Магдалины в станице Роговской (женский)
- Екатерино-Лебяжский Николаевский монастырь в посёлке Лебяжий Остров Брюховецкого района (мужской)